# Chaînée-des-Coupis
Chaînée-des-Coupis es una localidad y comuna francesa situada en la región de Franco Condado, departamento de Jura, en el distrito de Dole y cantón de Chaussin.

## Demografía
| 139 | 125 | 112 | 119 | 125 | 138 | 154 |
| Para los censos de 1962 a 1999 la población legal corresponde a la población sin duplicidades (Fuente: INSEE [Consultar]) |     |     |     |     |     |     |